# Remigia xylomiges
Remigia xylomiges là một loài bướm đêm trong họ Erebidae.